# Apalocnemis distincta
Apalocnemis distincta är en tvåvingeart som beskrevs av Collin 1933. Apalocnemis distincta ingår i släktet Apalocnemis och familjen Brachystomatidae. Inga underarter finns listade i Catalogue of Life.